# Грамада, Ион
Ион Грамада (рум. Ion Grămadă; 3 января 1886, Захарешть, Южная Буковина, Австро-Венгрия — 27 августа 1917, Чирешоая) — румынский журналист, прозаик, публицист, историк, педагог, доктор наук (1913).

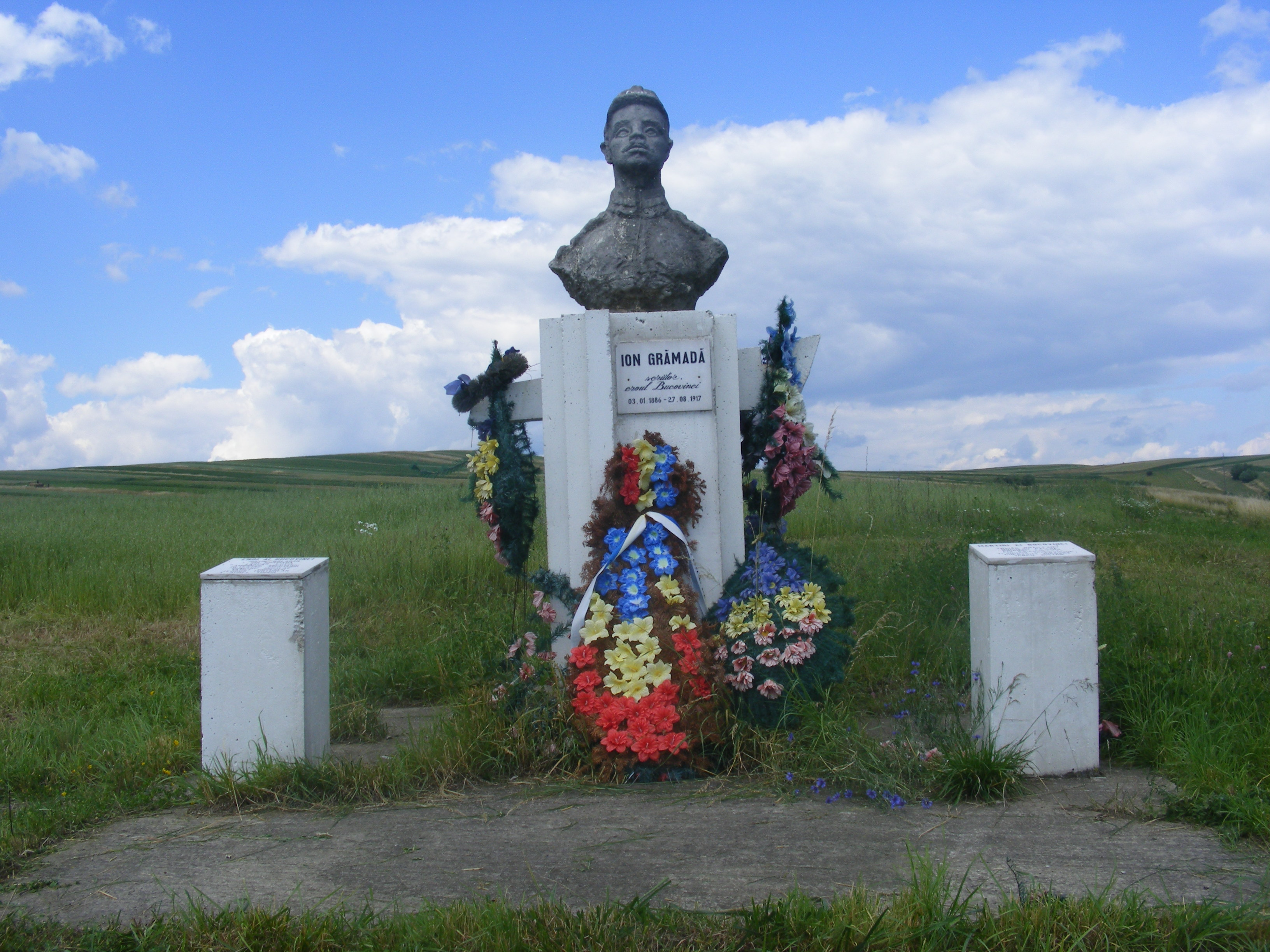
Бюст Иона Грамада

## Биография
Окончил школу в Сучаве, продолжил учёбу в Черновицком университете, позже изучал историю и географию в Венском университете. В 1913 году защитил докторскую диссертацию на тему участия румын в Венской битве (1683).
Учительствовал в Черновицкой гимназии. В 1907 году основал газету Deşteptarea («Пробуждение»), сотрудничал с рядом журналов. Был редактором в различных газетах. 
Автор исследований и статей по истории Буковины. Ион Грамада — один из зачинателей румынской психологической прозы. Писал под псевдонимом — Нику Налба. Одним из самых интересных писателей Буковины, писал короткие рассказы, зарисовки и воспоминания, которые при его жизни время от времени публиковались в различных литературных журналах.
Участник Первой мировой войны. В марте 1915 года был призван на военную службу. В 1916 году, когда Румыния вступила в войну на стороне Антанты, Грамада обратился с просьбой отправить его как можно скорее на фронт. Был назначен в подразделение горных стрелков Vânători de munte, которое занималось диверсионно-разведывательными операциями в Западных Карпатах .
Погиб во время стычки с немецким отделением в деревне Чирешоая, которая теперь является частью города Слэник-Молдова.
Был похоронен на месте гибели. В 1926 году его останки были эксгумированы и перенесены на кладбище в Сучаве.

## Избранные публикации
- Din Bucovina de altădată. Schițe istorice, Бухарест, 1911;
- Anteil der Rumänen an der Belagerung Wiens — teză de doctorat, 1913;
- Scrieri literare, Черновцы, 1924;
- O broșură umoristică. Черновцы, 1909;
- M. Eminescu. Contribuții la studiul vieții și operei sale, Гейдельберг, 1914;
- Societatea academică socială literară «România Jună» din Viena: 1871—1911,монография, Черновцы, 1912;
- Cartea sângelui, Сучава, 2002.